# Lophosia imbuta
Lophosia imbuta är en tvåvingeart som först beskrevs av Christian Rudolph Wilhelm Wiedemann 1819.  Lophosia imbuta ingår i släktet Lophosia och familjen parasitflugor. Inga underarter finns listade i Catalogue of Life.